# Life Again
"Life Again" är en låt framförd av Annika Wickihalder i Melodifestivalen 2025. Låten, som deltog i den tredje deltävlingen, gick direkt vidare till final där den slutade på en åttonde plats.
Låten är skriven av Wickihalder, Herman Gardarfve och Patrik Jean.